# Újbalázsfalva
Újbalázsfalva (szlovén: Otkovci, vendül: Otkouvci, németül Wergelin) 1937-ben Apátistvánfalvába beolvadt egykori vasi szlovén (vend) község.
A 16. század első felében a Nádasdyaké, majd a szentgotthárdi ciszterci apátság uradalmának része lett. Neve 1548 körül Berghelen alakban fordul elő, további névalakok 1552-ben és 1593-ban Bergelen, 1620-ban Börgelen, majd a 17. század után már leginkább csak Börgölin. 1622-ben az akkori Istvánd községgel együtt hódol meg Börgölin az oszmán-törökök előtt, s az azt megelőző évben elrabolt emberekért is kénytelen váltságdíjat fizetni.
Az újbalázsfalusi szlovének egyik fő jövedelemforrása sokáig a nyírfaseprű készítéséhez használt nyírfavessző árusítása volt.
A községnek korábban volt roma lakossága is. A 19. században Otkovczi néven is előfordult. 1895-ben nevét Balázsfalura magyarosították, majd 1907-ben Újbalázsfalvára módosították.
1937-ben beolvadt a szomszédos Apátistvánfalva községbe.
A falu határában található Rigó-hegy (Rigó brejg) nevű magaslat két cigány rigászról kapta a nevét, akik azon a környéken gyűjtötték és adták el a madarakat.
A XIX. századi forrásokban ezt olvashatjuk róla:[forrás?] „Börgölin, vindus falu, Vas vármegyében, 203 katholikus lakossal. Sovány, szűk határ. A szent-gothárdi uradalomhoz tartozik…”